# Jean-Pierre Bertrand (pianiste)
 (août 2012).
Si vous disposez d'ouvrages ou d'articles de référence ou si vous connaissez des sites web de qualité traitant du thème abordé ici, merci de compléter l'article en donnant les références utiles à sa vérifiabilité et en les liant à la section « Notes et références ».
Pour les articles homonymes, voir Jean-Pierre Bertrand et Bertrand.
Jean-Pierre Bertrand, né le 22 août 1955 à Saint-Germain-en-Laye, est considéré par les médias et le public comme l’un des meilleurs pianistes de boogie-woogie en France. Il s’est consacré dès l’âge de 14 ans à l’apprentissage de ce style en écoutant des pianistes tels que Albert Ammons, Pete Johnson, Sammy Price, Memphis Slim, Lloyd Glenn ou Meade Lux Lewis.
Il a enregistré depuis 1989, 10 albums en piano solo ou orchestre.

## Musicien
Jean-Pierre Bertrand se produit en clubs de jazz, festivals, et à l’occasion de concerts privés ou publics. Il participe à de nombreux événements pour des entreprises prestigieuses et possède de nombreuses références dans ce domaine.
Présent dans les festivals de jazz il a notamment joué en 1997 au Cincinnati Blues Festival (USA), en 1998 à Détroit lors d’un concert consacré au Classical Jazz piano et au festival de Jazz de Hanovre (Allemagne) et La Haye (Hollande).
En 2000, il a joué au pôle Nord sur la banquise, à Taïwan pour Hermès-Paris notamment et multiplie les occasions qui permettent au blues et au boogie-woogie d'apporter leur contribution musicale dans des sites exceptionnels.
Il s’est produit sur scène en duo de pianos avec Ray Bryant, Bob Seeley, Axel Zwingenberger, Little Willie Littlefield et régulièrement avec l’éminent pianiste français :  Jean-Paul Amouroux.
Jean-Pierre Bertrand se produit en piano solo, en duo, trio ou orchestre de 5 à 8 musiciens et a conçu un concert intitulé « Boogie Story » durant lequel il expose au public en français ou en anglais l’histoire du boogie-woogie. Ainsi chaque morceau est rehaussé de commentaires sur ses origines, son compositeur et toutes les anecdotes dont fourmille la musique de jazz.
C'est un promoteur du Jazz, dynamique et passionné qui voyage en Europe et dans le monde pour concilier sa passion du piano et celle de transmettre l’harmonie.

## Producteur
Organisateur et producteur des « Nuits Jazz et Boogie piano » à Paris et du "Beaune Blues Boogie Festival" en Bourgogne, festivals internationaux qui réunissent chaque année à Paris (depuis 1989 à l’hôtel Lutétia, au Carrousel du Louvre, Salle Wagram, salle des Etoiles...) et à Beaune (21) - 1re édition en décembre 06 - les meilleurs pianistes mondiaux de ce genre, il est aussi créateur d’événements pour entreprises et particuliers.

## Gastronome
Il est également résident bourguignon à Beaune(21) et appartient à la "Confrérie des Chevaliers du Tastevin". Il s'intéresse aux relations étroites qui unissent vin et musique et se passionne pour la gastronomie et les arts de la table. Restaurateur de métier (Écoles hôtelières de Paris Promo 74 et Toulouse Promo 76) Jean-Pierre Bertrand fut propriétaire du restaurant-jazz-club "La Table d'harmonie" de 84 à 90 à Paris-Saint-Germain. D'un piano à l'autre !
Il y reçut de nombreux jazzmen : Memphis Slim, Claude Luter, Benny Waters, François Rilhac, Axel Zwingenberger et bien d'autres.
Il est à l'origine du "revival" du boogie-woogie en France contribuant très largement à sa promotion notamment en faisant connaître la génération actuelle de pianistes de boogie-woogie et blues du monde entier.

## Style
Son style est basé sur l’improvisation du Blues et du Boogie woogie et la reprise de standards du Jazz qu’il adapte de façon très personnelle sans jamais perdre le swing, fil rouge de cette musique.
Sa vélocité et les qualités acoustiques  de son jeu de piano résident notamment dans son tempo solide, une connaissance profonde de la technique difficile de  cette spécialité qu’est le Boogie-Woogie et une créativité fertile dans l’improvisation.

## Influences
Ses influences musicales sont marquées par le jeu du pianiste Albert Ammons aux trémolos caractéristiques et à la pulsation intense ainsi que Memphis Slim, Pete Johnson, Sammy Price ou Lloyd Glenn.

## Répertoire
Son répertoire est composé de nombreux classiques du boogie comme Yancey Special, Honky Tonk Train Blues, Boogie-Woogie Stomp, Chicago Breakdown, Pinetop’s Boogie, etc. ainsi que de thèmes de jazz Nouvelle-Orléans ou traditionnels comme Swanee River Boogie, All of me, The Sheik of Araby, Margie ou encore My Blue Heaven... La liste n'est pas exhaustive !